# EBS 스페이스 공감
《EBS 스페이스 공감》(EBS SPACE 共感)은 EBS 1TV에서 매주 수요일 밤 10시 45분 ~ 11시 40분에 방송중인 음악 프로그램이다. 매주 월요일부터 목요일까지 4일간 경기 고양시 일산동구 장항1동 EBS 본사에 위치한 공연장 EBS 스페이스에서 대중음악 콘서트를 열고 그 공연실황과 취재, 인터뷰 등을 가공하여 EBS 채널을 통해 방송되는 음악 프로그램이다. '음악성'과 '라이브 역량'을 기준으로 출연자를 선정하여 MC 없이 단독공연을 진행하는 방식을 고수하고 있다. 립싱크는 물론 MR(녹음된 반주)의 사용도 배제하는 '라이브 원칙'이 철저하다.
2004년 4월 1일 개관한 이래 2014년 10월 현재까지 총 2,400여회의 공연과 1000회 이상의 방송을 이어오고 있다. 홈페이지에 회원가입 후 관람신청을 하면 추첨을 통해 관람객을 선정하며, 홈페이지 다시보기 및 스마트폰 애플리케이션 EBS 온에어를 통해서도 방송내용을 감상할 수 있다.

## 방송 시간
| 방송 채널 | 방송 기간                         | 방송 시간                                                     |
| --------- | --------------------------------- | ------------------------------------------------------------- |
| EBS 1TV   | 2004년 4월 3일 ~ 2004년 8월 22일  | 매주 토요일 ~ 일요일 오후 10:00 ~ 11:10                       |
| EBS 1TV   | 2004년 9월 4일 ~ 2005년 2월 26일  | 매주 토요일 ~ 일요일 오후 10:00 ~ 11:00                       |
| EBS 1TV   | 2006년 3월 4일 ~ 2008년 3월 2일   | 매주 토요일 ~ 일요일 오후 10:00 ~ 11:00                       |
| EBS 1TV   | 2005년 3월 5일 ~ 2005년 8월 27일  | 매주 토요일 ~ 일요일 오후 9:50 ~ 10:50                        |
| EBS 1TV   | 2005년 9월 3일 ~ 2006년 2월 25일  | 매주 토요일 ~ 일요일 오후 10:30 ~ 11:30                       |
| EBS 1TV   | 2008년 2월 26일 ~ 2009년 2월 18일 | 매주 화요일 ~ 수요일 오전 12:10 ~ 1:10                        |
| EBS 1TV   | 2009년 2월 24일 ~ 2009년 8월 19일 | 매주 화요일 ~ 수요일 오전 12:05 ~ 1:05                        |
| EBS 1TV   | 2009년 8월 25일 ~ 2010년 8월 18일 | 매주 화요일 ~ 수요일 오전 12:15 ~ 1:15                        |
| EBS 1TV   | 2010년 9월 2일 ~ 2011년 8월 26일  | 매주 목요일 ~ 금요일 오전 12:45 ~ 1:45                        |
| EBS 1TV   | 2011년 8월 30일 ~ 2012년 2월 22일 | 매주 화요일 ~ 수요일 오전 12:35 ~ 1:35                        |
| EBS 1TV   | 2012년 3월 1일 ~ 2013년 2월 22일  | 매주 목요일 ~ 금요일 오전 12:35 ~ 1:35                        |
| EBS 1TV   | 2013년 3월 1일 ~ 2013년 8월 23일  | (1부) 금요일 오전 12:05 ~ 1:00 (2부) 금요일 오전 1:00 ~ 1:55  |
| EBS 1TV   | 2014년 2월 28일 ~ 2014년 8월 22일 | (1부) 금요일 오전 12:05 ~ 1:00 (2부) 금요일 오전 1:00 ~ 1:55  |
| EBS 1TV   | 2013년 8월 30일 ~ 2014년 2월 21일 | (1부) 금요일 오전 12:10 ~ 1:05 (2부) 금요일 오전 1:05 ~ 2:00  |
| EBS 1TV   | 2014년 9월 5일 ~ 2017년 2월 24일  | (1부) 금요일 오전 12:10 ~ 1:05 (2부) 금요일 오전 1:05 ~ 2:00  |
| EBS 1TV   | 2017년 3월 3일 ~ 2018년 2월 23일  | (1부) 금요일 오전 12:30 ~ 1:25 (2부) 금요일 오전 1:25 ~ 02:20 |
| EBS 1TV   | 2018년 3월 1일 ~ 2019년 8월 15일  | 매주 목요일 오후 11:55 ~ 오전 1:05                            |
| EBS 1TV   | 2019년 8월 30일 ~ 2020년 3월 27일 | 매주 금요일 오후 11:35 ~ 오전 12:25                           |
| EBS 1TV   | 2020년 4월 4일 ~ 2020년 8월 22일  | 매주 토요일 오전 12:00 ~ 12:50                                |
| EBS 1TV   | 2020년 8월 29일 ~ 2021년 8월 20일 | 매주 토요일 오전 12:05 ~ 12:55                                |
| EBS 1TV   | 2021년 9월 3일 ~ 2023년 3월 31일  | 매주 금요일 오후 11:55 ~ 오전 12:45                           |
| EBS 1TV   | 2023년 4월 8일 ~ 2024년 2월 24일  | 매주 토요일 오전 12:00 ~ 오전 12:50                           |
| EBS 1TV   | 2024년 6월 26일 ~ 현재            | 매주 수요일 오후 10:45 ~ 오후 11:40                           |

## 제작
2004년 4월 3일 소프라노 신영옥과 재즈 뮤지션 이정식 등의 합동 공연 방송으로 시작했다. 시작할 당시 양질의 음악 공연을 매일 제공하자는 것이 목적이었다고 한다. 이를 위해 EBS 자체 내에 공연장이 필요했으나 사내에 마땅한 장소를 찾을 수 없었다. 결국 1층 강당을 리모델링했고, 이 때문에 약 300m2 크기의 공간에 객석이 151석에 불과한 소규모 공연장이 만들어졌다. 무대와 객석의 거리는 불과 3ｍ 정도밖에 안 된다. 그러나 이런 '비좁은' 공연장 덕분에 관객과 연주자가 함께 호흡하며 친밀감을 높일 수 있게 됐다.
제작진의 이런 생각은 실력파 신인 뮤지션을 소개하는 'EBS 헬로 루키 콘테스트'로 튀었다. 2007년부터 시작된 이 콘테스트는 '장기하와 얼굴들'과 '국카스텐' 등 실력파 인디 밴드들을 대중에게 소개하기도 했다. 제작진은 인디 밴드와 클로드 볼링 등 세계 정상급의 음악가를 골고루 초청하기 위해 매주 출연자 선정 회의를 한다. 한 주 동안 새로 나온 음반을 모두 들어보고 회의에 참석하는 것은 기본이다. 이런 선정 작업을 통해 그동안 3천여 명이나 되는 많은 뮤지션이 출연했다. 장르도 재즈를 비롯해 클래식, 포크, 록, 힙합, 펑크, 월드뮤직, 국악, 민중가요까지 다양하다.  그렇다 보니 '스페이스 공감'에 참여하기를 원하는 지원자 수는 객석 수의 10배 이상이다. 지금까지의 최고 공연 신청 경쟁률은 2005년 12월 방송된 뮤지컬 콘서트 '크리스마스 인 러브' 편으로 무려 146대 1이었다. 제작진은 치열한 경쟁 가운데 신청자의 '공평한' 관람을 위해 10번 지원하면 1번 정도는 당첨시킨다고 언급했다.

## 스페이스 공감 축소 논란
EBS 스페이스 공감 10주년을 앞둔 2013년 12월 27일 전국언론노조 EBS 지부는 본사가 자사의 대표 프로그램인 <스페이스 공감>의 무료 공연 횟수를 축소하기로 결정했다고 밝혔다. EBS 신용섭 사장은 <스페이스 공감>의 무료 공연 횟수를 주 5일에서 2일로 줄이고, 제작 PD 또한 3명에서 2명으로 감축시키기로 결정하였다. 이에 따라 공연 횟수와 인력, 제작비가 대폭 줄어들어 사실상 프로그램의 폐지 수순을 밟는 것이 아닌가 하는 의문을 불러 일으켰다. 신용섭 사장의 결정이 문제가 되는 것은 규정과 절차를 무시한 독단적인 결정이었기 때문이었다. 제작진에 따르면 이 사태는 사측의 프로그램 자체에 대한 이해 부족과 전반적인 비용절감 추세가 맞물린 결과였다.
이전에도 라라라, 유앤아이를 비롯한 공중파 음악프로그램들이 낮은 시청률과 제작비의 문제로 인하여 폐지되는 사태가 적지 않았으나, EBS 스페이스 공감 축소에 대한 논란은 이례적으로 큰 논란을 불러일으켰다. EBS 스페이스 공감이 10여년 간 공익성을 중심으로 좋은 음악을 소개하고, 방송을 통하여 대중들에게 잘 노출되지 않은 뮤지션들의 공연을 제공하였다는 것이 중요한 이유였다.
스페이스 공감 축소가 발표되자, 작곡가 김형석을 비롯하여 뮤지션 및 음악 관계자 등을 중심으로 많은 이들이 이 결정에 우려를 표하였으며, 스페이스 공감 홈페이지 등을 통하여 축소 결정에 반대하는 의견이 높아졌다. 이러한 와중에 재즈 베이시스트 최은창을 중심으로 여러 뮤지션들이 스페이스 공감 축소 반대 공연 <EBS Space 공감을 지켜주세요>를 기획하였다. 이어서 스페이스 공감 축소에 우려를 표하는 뮤지션 들을 중심으로 진행된 'EBS Space 공감 축소 반대 릴레이 콘서트'가 진행되었는데, 1월부터 2월까지 약 한달 동안 브이홀, 클럽 타, 클럽 에반스, 클럽 오뙤르, 롤링홀 등에서 락페스티벌 규모로 진행되었으며, 관객들은 5,000원의 입장료로 공연에 참여할 수 있었다. 약 두달동안 진행된 기획 공연에는 말로, 나희경, 허소영, 장기하와 얼굴들, 한음파, 구남과여라이딩스텔라, 로큰롤라디오, 아시안 체어샷, 허클베리 핀, 갤럭시 익스프레스, 잠비나이, 데이브레이크, 야야, 해리빅버튼을 비롯한 많은 재즈 뮤지션과 밴드들이 자발적으로 참여하였고, 스페이스 공감 축소 사태에 대한 반대 입장을 표명하였다. 뮤지션들의 적극적인 움직임을 통하여 스페이스 공감 축소 사태가 언론을 통해 부각되고, 대중들의 관심과 반대 여론이 높아지자, EBS는 기존의 프로그램 축소 결정을 철회하고 주4회의 공연을 진행하는 것으로 방향을 선회하였다.

## 헬로 루키 콘테스트
EBS 스페이스 공감에서 2007년에 시작된 '신인 발굴 프로젝트'다. 매달 동영상 심사와 공개오디션을 통해 선정된 2팀을 EBS 스페이스 공감의 무대에서 '이 달의 헬로루키'로 소개해왔다. 2008년부터 대한민국 문화체육관광부, 한국 콘텐츠 진흥원, 네이버(NHN), (주)소리바다 등이 함께하여 질적, 양적인 성장을 이뤄 연말결선무대가 탄생했고, 선정팀에게 '펜타포트 락 페스티벌', '그랜드 민트 페스티벌' 등 대형 페스티벌 출연의 기회를 주어왔다. 2014년 기준으로는 5월부터 9월까지 매달 2팀의 헬로루키를 선정하고 와일드카드 1팀을 선정하여 연말결선무대에 오를 팀을 선발하는 최종 경연의 기회를 부여하고 있다. 이달의 헬로루키로 선정된 팀은 스페이스 공감홀에서 진행되는 '이달의 헬로루키' 방송을 녹화하게 된다.

## 수상 내역
- 2008년 제35회 한국방송대상 문화예술 TV부문 작품상 - 여섯 번의 언플러그드 공감
- 2013년 제40회 한국방송대상 예능콘서트부문 작품상 - 특별기획 '말죽거리 다방 - 제이레빗'
- 2016년 제28회 한국PD대상 특별상
- 2016년 제43회 한국방송대상 문화예술부문 작품상 - 특별기획 '재즈의 비밀'

## 결방 사유
2006년
- 10월 7일 ~ 10월 8일: 추석특집 - 아카페라 페스티벌 방송 관계로 결방되었다.

2010년
- 2월 16일 : <설특선 영화>황금 연못 방송 관계로 방송이 중지 되었다.
- 9월 23일 ~ 9월 24일 : 추석특선 앙코르 EBS 다큐프라임 방송 관계로 결방 되었다.

2017년
- 10월 6일 : 추석 특선 세계의 명화 <혹성탈출: 진화의 시작> 방송 관계로 결방 되었다.